# Academia Goncourt
A Academia Goncourt é uma sociedade literária, oficialmente fundada em 1903, seguindo o desejo de Edmond de Goncourt (1822-1896) em seu testamento. Ele e seu irmão desaparecido, Jules de Goncourt (1830-1870), haviam, desde 1962, decidido deixar suas memórias e uma academia em seu nome. Tinham como objetivo principal a atribuição de um prêmio anual a "uma obra de imaginação em prosa lançada no mesmo ano", mas também procuravam oferecer subsídios aos membros da sociedade.

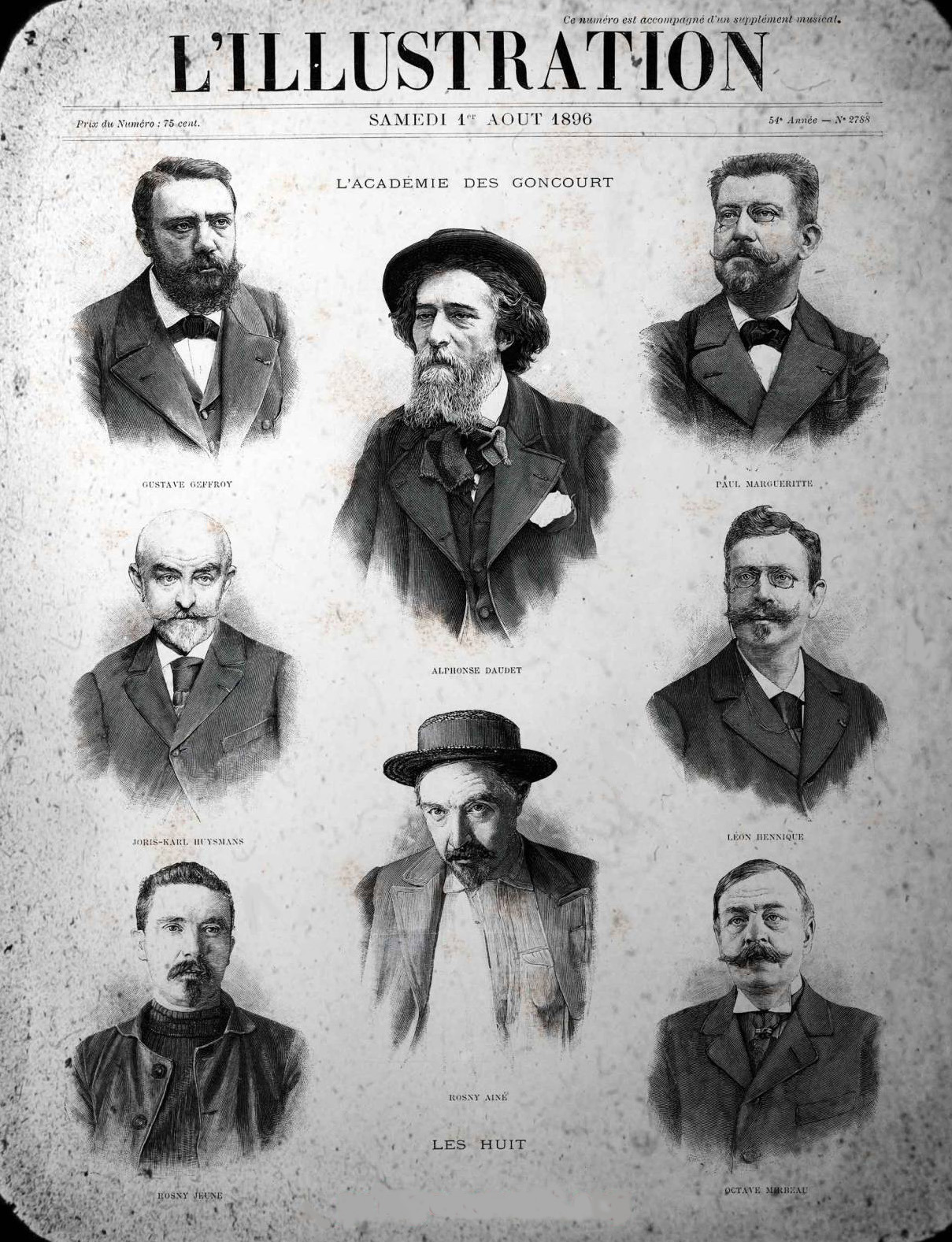
Os oito primeiros membros da Academia Goncourt: Alphonse Daudet, Gustave Geffroy, Paul Margueritte, Joris-Karl Huysmans, Léon Hennique, J.-H. Rosny aîné, J.-H. Rosny jeune et Octave Mirbeau.

Além do prestigioso Prêmio Goncourt, atribuído pela primeira vez no início de novembro, a Academia passou a oferecer o Prix Goncourt de la poésie "Robert Sabatier", consagrado à poesia; o Prix Goncourt du premier roman; dedicado a romances e o Prix Goncourt de la nouvelle, que premia contos. Em junho, proclamou o Prix Goncourt de la biografia "Edmonde Charles-Roux", dedicado a biografias. Outra variedade do prêmio é o Goncourt des lycéens, destinado à literatura infanto-juvenil e organizado pelo Ministério da Educação francês e pela Fnac. Atualmente, é o prêmio literário mais cobiçado por autores francófonos.
Em conjunto com os Institutos franceses, alguns países escolhem uma dessas obras premiadas como "Choix Goncourt" (Escolha Goncourt. Essa operação promove a literatura francesa e permite que os livros sejam traduzidos rapidamente pelo mundo.

## Choix Goncourt no Brasil
Choix Goncourt Brésil, criado em 2019, é uma iniciativa anual vinculada ao prêmio Goncourt. Em geral, universidades brasileiras se reúnem para ler e analisar os romances finalistas do ano anterior. Após a leitura, os estudantes decidem juntos o vencedor, que é anunciado em uma cerimônia.

## Escolhidos no Brasil
- 2024: Triste Tigre, de Neige Sinno
- 2023:  Une Somme humaine, de Makenzy Orcel
- 2022: La plus secrète mémoire des hommes, de Mohamed Mbougar Sarr
- 2021:  L’anomalie, de Hervé Le Tellier
- 2020:  Tous les hommes n'habitent pas le monde de la même façon, de Jean-Paul Dubois
- 2019:  Frère d’âme, David Diop

## Presidência
A Academia é presidida por um membro do juri. 
- Alphonse Daudet (1897)
- Joris-Karl Huysmans (1900-1907)
- Léon Hennique (1907-1912)
- Gustave Geffroy (1912-1926)
- J.-H. Rosny aîné (1926-1940)
- J.-H. Rosny jeune (1940-1945)
- Lucien Descaves (1945-1949)
- Colette (1949-1954)
- Roland Dorgelès (1954-1973)
- Hervé Bazin (1973-1996)
- François Nourissier (1996-2002)
- Edmonde Charles-Roux (2002-2014)
- Bernard Pivot (2014-2019)
- Didier Decoin (2019-2024)
- Philippe Claudel (desde 2024)

## Ver artigos relacionados
- Prémio Goncourt
- Irmãos Goncourt
- Prêmios literários
- Prêmio Jabuti